# 자오언쥔
자오언쥔(중국어: 焦恩俊, 병음: Jiāo Ēnjùn, 한자음: 초은준, 1967년 11월 7일 ~ )은 중화민국의 배우이다.
자이시에서 태어났다.

## 방송
- 황보신의
- 신변성랑자
- 선풍소녀
- 남국유가인
- 천하의 명장 한신
- 칠협오의

## 영화
- 신변성랑자 (2016년)
- 워 온 어 스트링 (2015년)
- 남국유가인 (2011년)
- 봉배도저 (2011년)
- 여황제 무측천 (2009년)
- 벽혈검 (2007년) - 금사랑군 역
- 루흔검 (2005년)
- 보련등 (2005년) - 이랑신 역
- 봉구황 (2004년) - 사마상여 역
- 포청천 - 포공기안 (2000년)
- 음식남녀 2 (1999년)
- 백혈청천양가장 (1996년) - 전조 역